# Park Stickney
Park Stickney (New York, 31 dicembre 1969) è un arpista statunitense.
Uno dei più rappresentativi musicisti che, negli ultimi anni, si sono adoperati al fine di introdurre l'arpa  tra gli strumenti consoni alla musica Jazz.

## Biografia
Terminati gli studi alla Juilliard School di New York, Park Stickney ha intrapreso la propria intensa carriera musicale tenendo concerti in America, in Europa e in Asia in qualità di solista o di collaboratore.
Infatti, dal 1995 al 1998, insieme all'arpista Daphne Hellman, in quattro diverse occasioni, ha suonato ad Hong Kong, in India e nello Sri Lanka e, proprio nel 1998, ha partecipato al festival italiano di Umbria Jazz.

Le sue molteplici esperienze concertistiche lo hanno visto impegnato in svariate esibizioni internazionali: i primi due raduni arpistici di Porto Rico; il Festival dell'Arpa di Kansas City o, tra le altre,  il “ World Harp Congress” , negli anni 1996, 1999 e 2002.
Di opportuna osservazione è la sua duratura collaborazione con l'arpista Rüdiger Oppermann con il quale, dopo aver tenuto numerosi concerti in Germania alla fine degli anni ‘90, ha inciso, nel 2003, il disco “Harp Summit”.
Parallelamente, nel 2002, ha costituito un duo con il contrabbassista italiano Dino Contenti insieme al quale, avvalendosi dell'aiuto di altri musicisti,  ha dato il via ad un Tour Europeo, visitando paesi come la Spagna o l'Italia.
Nel 2009, Park Stickney e Dino Contenti si sono uniti al batterista Gigi Biolcati, formando così il trio jazzistico “The Lion, the Wolf and the Donkey”.

Attualmente, Park Stickney continua ad organizzare seminari e corsi riguardanti la tecnica e i particolari virtuosismi dell'arpa jazz, presso Conservatori e Accademie musicali in tutto il mondo, mentre ricopre il ruolo di insegnante di arpa Jazz nella “Royal Academy of Music” di Londra.

## Discografia
- 1995 - Overdressed Late Guy
- 1999 - Action Harp Play Set
- 2003 - Harp Summit
- 2005 - Still, Life with Jazz Harp